# Liste der portugiesischen Botschafter in St. Lucia
Die Liste der portugiesischen Botschafter in St. Lucia listet die Botschafter der Republik Portugal in St. Lucia auf.
Im Jahr 1999 akkreditierte sich der erste portugiesische Botschafter in St. Lucia, Portugals Vertreter mit Amtssitz in der kolumbianischen Hauptstadt Bogotá. Eine eigene Botschaft in der lucianischen Hauptstadt Castries eröffnete Portugal danach nicht, das Land gehört weiterhin zum Amtsbezirk der portugiesischen Botschaft in Kolumbien, dessen Missionschef dazu in St. Lucia zweitakkreditiert wird (Stand 2019).

## Missionschefs
| Name                                       | Bild      | Amtszeit                            | Anmerkungen                                                                |
| St. Lucia                                  | St. Lucia | St. Lucia                           | St. Lucia                                                                  |
| ------------------------------------------ | --------- | ----------------------------------- | -------------------------------------------------------------------------- |
| Augusto Martins Gonçalves Pedro            |           | bis 2001                            | Botschafter mit Amtssitz Bogotá, am 31. März 1999 in Castries akkreditiert |
| António Augusto Jorge Mendes               |           | 2. November 2001 –14. Januar 2005   | Botschafter mit Amtssitz Bogotá                                            |
| Artur Monteiro de Magalhães                |           | 15. Januar 2005 –13. Dezember 2006  | Übergangs-Geschäftsträger am Amtssitz Bogotá                               |
| Augusto José Pestana Peixoto               |           | 14. Dezember 2006 –27. Februar 2013 | Botschafter mit Amtssitz Bogotá                                            |
| João Manuel Ribeiro de Almeida             |           | 11. April 2013 –20. Oktober 2017    | Botschafter mit Amtssitz Bogotá                                            |
| Maria Gabriela Vieira Soares de Albergaria |           | seit 15. Januar 2018                | Botschafterin mit Amtssitz Bogotá                                          |